# 1 000 kilomètres du Nürburgring 1956
Les 1 000 kilomètres du Nürburgring 1956 sont la 2e édition de l'épreuve et se sont déroulés le 27 mai 1956 sur le Nürburgring Nordschleife.
Cette course est la cinquième épreuve du championnat du monde des voitures de sport 1956.

## Classement de la course
| Pos. | no | Catégorie | Pilotes                                             | Écurie                    | Châssis                     | Temps             | Nb de tours | Note                      |
| ---- | -- | --------- | --------------------------------------------------- | ------------------------- | --------------------------- | ----------------- | ----------- | ------------------------- |
| 1er  | 6  | S+2.0     | Piero Taruffi Jean Behra Harry Schell Stirling Moss | Officine Alfieri Maserati | Maserati 300S               | 7 h 43 min 54 s 5 | 44          |                           |
| 2e   | 1  | S+2.0     | Juan Manuel Fangio Eugenio Castellotti              | Scuderia Ferrari          | Ferrari 860 Monza           | 7 h 44 min 20 s 7 | 44          |                           |
| 3e   | 4  | S+2.0     | Phil Hill Olivier Gendebien Alfonso de Portago      | Scuderia Ferrari          | Ferrari 290 MM              | 7 h 53 min 55 s 9 | 44          |                           |
| 4e   | 21 | S1.5      | Wolfgang von Trips Umberto Maglioli                 | Porsche KG                | Porsche 550 RS              | 8 h 01 min 45 s 9 | 44          |                           |
| 5e   | 9  | S+2.0     | Peter Collins Tony Brooks                           | David Brown               | Aston Martin DB3S           |                   | 43          |                           |
| 6e   | 20 | S1.5      | Richard von Frankenberg Hans Herrmann               | Porsche KG                | Porsche 550 RS              |                   | 44          |                           |
| 7e   | 26 | S1.5      | Edgar Barth Arthur Rosenhammer (de)                 | VEB                       | AWE R3/55 (de)              |                   | 43          |                           |
| ABD  | 31 | S+2.0     | Mike Hawthorn Desmond Titterington                  | Jaguar Cars Ltd.          | Jaguar D-Type               |                   | 43          | Arbre de transmission     |
| ABD  | 10 | S+2.0     | Peter Walker Roy Salvadori                          | David Brown               | Aston Martin DB3S           |                   | 41          | Suspension                |
| 8e   | 56 | GT/T+2.0  | Bengit Martenson Wittigo von Einsedel               | Bengit O. Martenson       | Mercedes-Benz 300 SL        |                   | 44          |                           |
| 9e   | 61 | GT/T2.0   | Max Nathan (de) Gert Kaiser                         | Max Nathan                | Porsche 356 Carrera         |                   | 44          |                           |
| 10e  | 65 | GT/T2.0   | Helmut Schülze Joaquim Felipe Nogueira              | Helmut Schülze            | Porsche 356 Carrera         |                   | 44          |                           |
| 11e  | 81 | GT/T1.3   | Jo Bonnier Herbert MacKay-Fraser                    | Jo Bonnier (en)           | Alfa Romeo Giulietta Veloce |                   | 43          |                           |
| 12e  | 83 | GT/T1.3   | Walter Ringgenberg Heini Walter                     | Walter Ringgenberg        | Alfa Romeo Giulietta Veloce |                   | 43          |                           |
| 13e  | 43 | ser.S1.5  | Friedrich Kretschmann Sepp Liebl                    | Friedrich Kretschmann     | Porsche 550                 |                   | 43          |                           |
| 14e  | 87 | GT/T2.0   | Piero Carini Franco Bordoni                         | Piero Carini              | Alfa Romeo Giulietta Veloce |                   | 42          |                           |
| 15e  | 63 | GT/T2.0   | Helmut Zick Hans-Gerog Plaut                        | Hans Gerog Plaut          | Porsche 356 Carrera         |                   | 42          |                           |
| 16e  | 88 | GT/T1.3   | Gilberte Thirion Ada Pace (de)                      | Gilberte Thirion          | Alfa Romeo Giulietta Veloce |                   | 42          |                           |
| 17e  | 53 | GT/T+2.0  | Rainer Günzler (de) Helmut Retter                   | Rainer Günzler            | Mercedes Bens 220S          |                   | 42          |                           |
| 18e  | 86 | GT/T1.3   | Adolf-Werner Lang Kurt Kuhnke                       | Adolf-Werner Lang         | Alfa Romeo Giulietta Veloce |                   | 41          |                           |
| 19e  | 64 | GT/T1.3   | Kurt Zeller Wolfgang Bieling                        | Kurt Zeller               | Alfa Romeo Giulietta Veloce |                   | 40          |                           |
| 20e  | 64 | GT/T2.0   | W. H. Wittmann Walter Hampel                        | W. H. Wittmann            | Porsche 356 Super 1600      |                   | 40          |                           |
| 21e  | 76 | GT/T1.3   | Helmut Busch Horst Bös                              | Helmut Busch              | Porsche 356 Super 1300      |                   | 40          |                           |
| 22e  | 77 | GT/T1.3   | Sepp Greger Harald von Saucken                      | Sepp Greger               | Porsche 356A Super 1300     |                   | 40          |                           |
| 23e  | 78 | GT/T1.3   | Hartmuth Oesterle Siegfried Günther                 | Hartmuth Oesterle         | Porsche 356 Super 1300      |                   | 40          |                           |
| 24e  | 45 | ser.S1.5  | Mathieu Hezemans (de) Carel Godin de Beaufort       | Gotfrid Köchert (de)      | Porsche 550                 |                   | 38          |                           |
| 25e  | 72 | GT/T1.3   | Helmut Deutenberg Heinz-Gerd Jäger                  | Helmut Deutenberg         | Porsche 356 Super 1300      |                   | 39          |                           |
| 26e  | 74 | GT/T1.3   | Karl Falk Albert Joch                               | Karl Falk                 | Porsche 356 Super 1300      |                   | 39          |                           |
| ABD  | 27 | S1.5      | Paul Thiel (de) Egon Binner                         | VEB                       | AWE R3/55 (de)              |                   | 29          | Moteur                    |
| ABD  | 31 | S1.5      | Louis Chiron Luigi Villoresi                        | Monte Carlo Sport         | Osca MT4 1500               |                   | 26          | Moteur                    |
| ABD  | 38 | S1.5      | Carlo Tomasi Alejandro de Tomaso                    | Isabel Haskell            | Maserati 150S (en)          |                   | 25          | Moteur                    |
| DSQ  | 33 | S1.5      | Hans Tak Henk van Zalinge                           | Beels Racing              | Maserati 150S (en)          |                   | 22          | Assistance                |
| ABD  | 5  | S+2.0     | Stirling Moss Jean Behra                            | Officine Alfieri Maserati | Maserati 300S               |                   | 19          | Suspension                |
| ABD  | 12 | S+2.0     | Cesare Perdisa Robert Manzon                        | Officine Alfieri Maserati | Maserati 350S               |                   | 12          | Essieu                    |
| DSQ  | 2  | S+2.0     | Alfonso de Portago Olivier Gendebien                | Scuderia Ferrari          | Ferrari 860 Monza           |                   | 9           | Assistance                |
| ABD  | 8T | S+2.0     | Paul Frère Duncan Hamilton                          | Jaguar Cars Ltd.          | Jaguar D-Type               |                   | 7           | Boîte de vitesses         |
| ABD  | 29 | S1.5      | Francesco Giardini André Pilette                    | Officine Alfieri Maserati | Maserati 150S (en)          |                   | 7           | Alimentation              |
| ABD  | 3  | S+2.0     | Luigi Musso Maurice Trintignant                     | Scuderia Ferrari          | Ferrari 290 MM              |                   | 4           | Accident                  |
| ABD  | 34 | S1.5      | Michael May Pierre May                              | Michael May               | Porsche 550                 |                   |             | ABD                       |
| ABD  | 36 | S1.5      | Karl Busch Karl Schwaneberg                         | Karl Busch                | Porsche 550                 |                   |             | Accident                  |
| ABD  | 40 | ser.S1.5  | Theo Helfrich Peter Nöcker                          | Theo Helfrich             | Porsche 550                 |                   |             | ABD                       |
| ABD  | 41 | ser.S1.5  | Wolfgang Seidel Helmut Glockler                     | Wolfgang Seidel           | Porsche 550                 |                   |             | Roue                      |
| DSQ  | 46 | ser.S1.5  | Dick Fitzwilliam Robin Carnegie (en)                | Richard W. Fitzwilliam    | MG A                        |                   |             | Assistance                |
| ABD  | 47 | ser.S1.5  | William Buff Gotfrid Köchert (de)                   | William C. Buff           | Porsche 550                 |                   |             | ABD                       |
| ABD  | 50 | GT/T+2.0  | Fritz Riess Victor Rolff (de)                       | Fritz Riess               | Mercedes-Benz 300 SL        |                   |             | Boite de vitesses         |
| ABD  | 52 | GT/T+2.0  | Erwin Bauer Willi Heeks                             | Erwin Bauer               | Mercedes Bens 220S          |                   |             | Réservoir crevé           |
| ABD  | 57 | GT/T+2.0  | Günther Isenbügel Helmut Rathjen                    | Günther Isenbügel         | Ford Thunderbird            |                   |             | Moteur                    |
| ABD  | 62 | GT/T2.0   | Ludwig Blendl Dieter Lissmann                       | Ludwig Blendl             | Porsche 356 Carrera         |                   |             | Roue                      |
| ABD  | 67 | GT/T2.0   | Heini Buess Franz Hammernick (en)                   | Meute                     | Porsche 356 Super 1500      |                   |             | Boite de vitesses         |
| ABD  | 70 | GT/T1.3   | Richard Trenkel (en) Helmut Niedermayr              | Richard Trenkel           | Porsche 356                 |                   |             | ABD                       |
| ABD  | 71 | GT/T1.3   | Paul Ernst Strähle Paul Denk                        | Erich Hofmann             | Porsche 356                 |                   |             | ABD                       |
| ABD  | 73 | GT/T1.3   | Josef Jeser Manfred Elmenhorst                      | Josef Jeser               | Porsche 356 1300            |                   |             | ABD                       |
| ABD  | 75 | GT/T1.3   | Alfred Kling Edmund Graf                            | Alfred Kling              | Porsche 356                 |                   |             | Moteur                    |
| ABD  | 80 | GT/T1.3   | Helmut Felder Heinz Endermann                       | Helmut Felder             | Alfa Romeo Giulietta Veloce |                   |             | ABD                       |
| ABD  | 82 | GT/T1.3   | Marcel Stern Louis Noverraz                         | Meute                     | Alfa Romeo Giulietta Veloce |                   |             | Moteur                    |
| ABD  | 84 | GT/T1.3   | Alfranco Pagani Pietro Cagnana                      | Mediolanum                | Alfa Romeo Giulietta Veloce |                   |             | Pare-brise cassé          |
| ABD  | 37 | S1.5      | Giuseppe Musso (en) Walter Monaco                   | Isabel Haskell            | Maserati 150S (en)          |                   |             | Retiré                    |
| NP   | 44 | ser.S1.5  | Christian Goethals Freddy Rouselle (de)             | Écurie Francorchamps      | Porsche 550                 |                   |             |                           |
| NP   | 8  | S+2.0     | Paul Frère Duncan Hamilton                          | Jaguar Cars Ltd.          | Jaguar D-Type               |                   |             | Accident à l'entrainement |

- Légende : ABD = Abandon – NC = Non classé – DSQ = Disqualifié – NP = Non partant.

## Pole position et record du tour
- Pole position :  Juan Manuel Fangio sur Ferrari 860 Monza en  (- km/h).
- Record du tour :  Juan Manuel Fangio sur Ferrari 860 Monza en 10 min 5 s 02 (- km/h).